# Jayme Langford
Pour les articles homonymes, voir Langford.
Jayme Langford, née le 13 décembre 1987 à Providence, est une actrice américaine de films pornographiques.

## Biographie
Elle a commencé à apparaitre dans des films pornographiques en 2006, uniquement dans des scènes solos ou des scènes lesbiennes.
En juillet 2008, elle fait la couverture du magazine Hustler.
Fin 2008, elle forme un groupe rock entièrement féminin, nommé Pajamaband, avec Louisa Lanewood et Jana Jordan.

## Filmographie partielle
Le nom du film est suivi du nom de ses partenaires lors des scènes pornographiques.
- 2006 : More Dirty Debutantes 351 avec Ed Powers
- 2006 : Virgins of The Screen 1 avec James Deen
- 2007 : Barely Legal 76 avec Alexandra Ivy
- 2007 : No Man's Land 43 avec Marlie Moore
- 2008 : Women Seeking Women 48 avec
- 2008 : We Live Together.com 6 avec
- 2008 : Lesbian Seductions: Older/Younger 21 avec
- 2009 : No Man's Land 45 avec Jenny Hendrix
- 2009 : Girls Banging Girls 4 avec Holly Morgan
- 2010 : Xero
- 2010 : Party Nymph avec Nika Noir (scène 1) ; Capri Anderson et Heather Carolin (scène 5)
- 2011 : I Kissed a Girl avec Jana Jordan
- 2011 : Lesbian Spotlight: Jayme Langford (compilation) avec Alexandra Ivy, Jana Jordan, Louisa Lanewood, Faye Reagan, Marlie Moore, Nika Noir
- 2012 : Lesbian Spotlight: Faye Reagan (compilation) avec Faye Reagan
- 2012 : Lez-Mania avec Jana Jordan
- 2013 : Blonde Lesbians (compilation)
- 2013 : Girls Club (II) (compilation)
- 2014 : True Lesbians avec Catalina Taylor
- 2014 : No Boys Allowed 3 (compilation) avec Rachel Starr
- 2015 : Seduction of Jayme Langford: An All Girl Gang Bang Fantasy avec Tiffany Doll (scène 1) ; Jasmine Wolff, Kasey Warner, Pristine Edge, Trillium (sc2)
- 2015 : Twisted Fantasies 2: Dark Desires avec Skin Diamond
- 2016 : Girls Night Out avec Jojo Kiss
- 2016 : Mommy and Me 14 avec Kali Karinena
- 2017 : IT Girl avec Cassidy Klein
- 2017 : My All Girl Massage avec Karlie Montana
- 2018 : Chiropractor
- 2018 : When Girls Play 5 avec Lilly Evans

## Récompenses et nominations
- 2009 AVN Award nominee – Best All-Girl Couples Sex Scene – Hot Showers 16[1]
- 2009 AVN Award nominee – Best New Starlet
- 2010 AVN Award nominee – Best All-Girl Three-Way Sex Scene – Fuck the World (partagé avec Jade Starr & Natalie Minx)
- 2010 AVN Award nominee – Best Group Sex Scene – Fuck the World
- 2011 AVN Award nominee – Best Tease Performance – Xero